# ليستي جيرفي
ليستي جيرفي هي بحيرة متوسطة الحجم تقع في بوهيانما الوسطى، فنلندا. وهي من ضمن أكبر البحيرت ال 64 الموجودة في فنلندا. البحيرة هي موقع معروف لصيد أسماك الفرخ الكبيرة والرمح. البحيرة ضحلة حيث أن جميع البحيرات في هذه المنطقة ضحلة.

## روابط خارجية
- Lestijärvi in Järviwiki (بالإنجليزية)

‌